# Königlich Batavische Gesellschaft der Künste und Wissenschaften

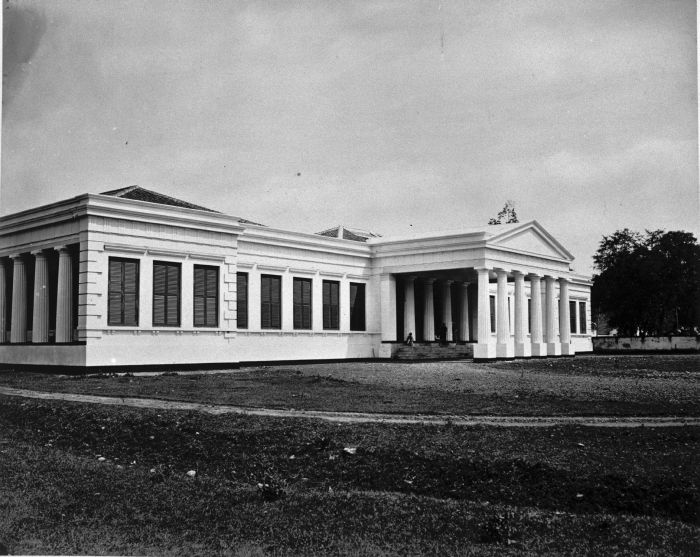
Museum der Königlich Batavische Gesellschaft der Künste und Wissenschaften, heute das Indonesische Nationalmuseum

Die Königlich Batavische Gesellschaft der Künste und Wissenschaften (ndl.: Koninklijk Bataviaasch Genootschap van Kunsten en Wetenschappen; engl. Royal Batavian Society of Arts and Sciences) war eine niederländische Gelehrtengesellschaft in Batavia (heute Jakarta, Indonesien).
Die Gesellschaft wurde 1778 von dem Naturforscher Jacob Cornelis Mattheus Radermacher als Bataviaasch Genootschap der Konsten en Wetenschappen (engl. Batavian Society of Arts and Sciences) gegründet und erhielt 1910 ihren jetzigen Namen. Nach der Unabhängigkeit Indonesiens im Jahr 1949 wurde sie 1950 in Lembaga Kebudajaan Indonesia umbenannt und stellte 1962 ihre Tätigkeiten ein. Ihre Sammlung befindet sich heute im Indonesischen Nationalmuseum.